# Закон Про Державну народну раду Української Народної Республіки 1920
Закон «Про Державну народну раду Української Народної Республіки» 1920 — останній законотворчий акт Директорії УНР. Прийнятий Радою народних міністрів Української Народної Республіки, затверджений С.Петлюрою 12 листопада 1920. Визначав порядок скликання та повноваження Державної народної ради (ДНР) – тимчасового законодавчого органу, що мав функціонувати до скликання парламенту. Склад ДНР формувався з обраних до ДНР на річний термін представників населення, політичних, громадських, наукових, професійних і кооперативних організацій та установ. До компетенції ДНР входило вироблення законопроєктів, вирішення бюджетних питань, здійснення контролю над діяльністю уряду, розгляд і затвердження міжнародних угод. Рада народних міністрів або окремі міністри в разі висловлення їм недовіри ДНР мали йти у відставку.
3 лютого 1921 на основі положень закону про ДНР у м. Тарнув (Польща) було утворено Раду Республіки. До її складу входило 67 депутатів, які представляли українські політичні партії, профспілкові та культурно-освітні організації. Голова Ради – І.Фещенко-Чопівський. Припинила існування 5 серпня 1921.